# Dealer (finanza)
Il dealer è il termine con il quale viene indicato un intermediario finanziario che investe risorse proprie per la composizione di un proprio portafoglio titoli. Il dealer si pone tra gli investitori e le banche. Queste ultime, piuttosto che il mercato azionario, assumono il ruolo della controparte.
Egli acquista il titolo a un prezzo chiamato "prezzo denaro" e lo rivende ad un prezzo più alto chiamato "lettera". Per acquistare il titolo egli deve possedere un codice ISIN che identifica il valore mobiliare da comprare o vendere. Il valore del titolo non viene deciso dall'incontro della domanda e dell'offerta: è il dealer che decide il prezzo. Il differenziale tra il prezzo denaro e il prezzo lettera è il guadagno che spetta al professionista.
Il dealer è visto come uno speculatore perché acquista strumenti finanziari quando sono sottovalutati dal mercato e li rivende quando vanno a rialzo. È un soggetto in possesso di una considerevole base informativa, sulla quale formula le aspettative in merito all'acquisto o vendita di strumenti finanziari.

Questo operatore in molti casi prende a prestito risorse finanziarie da banche o privati (coi quali concorda una remunerazione sul prestito) che, a loro volta, valuteranno le sue capacità di rimborso.
I ricavi del dealer devono quindi coprire la remunerazione del capitale preso a prestito.

## Differenze tra broker, dealer e market maker
Il dealer è un intermediario finanziario che si interpone nello scambio di beni o servizi in maniera autonoma ed indipendente. Tale soggetto quindi si interfaccia come debitore di chi ne richiede la prestazione dei suoi servizi, nonché creditore del prenditore di fondi, decide di volta in volta se proporsi e le condizioni alle quali è disposto a effettuare le transazioni.
 
Il market maker è un soggetto che presta servizi di negoziazione per conto proprio, al pari del dealer. A differenza di quest'ultimo soggetto si impegna in maniera continuativa a negoziare determinati titoli a condizioni definite.
 
Il broker, invece, è un intermediario finanziario, generalmente una società, che compie una prestazione di servizio in nome e per conto del soggetto richiedente. Tale contratto prevede l'esistenza di un contratto di mandato. Non si interpone, quindi, come debitore/creditore delle controparti se non per i diritti derivanti dalle prestazioni del suo mandato e, quindi, dalla possibilità di guadagno, come anche per il dealer, sugli scarti (spread) tra "prezzo denaro" (bid) ossia di acquisto e "prezzo lettera" (ask) vale a dire il prezzo di vendita.